# Кейсмент, Роджер
Ро́джер Дэвид (Де́йвид) Ке́йсмент (англ. Roger David Casement, ирл. Ruairí Mac Easmainn, с 1911 по август 1916 — сэр Роджер Дэвид Кейсмент, CMG, 1 сентября 1864, Дублин — 3 августа 1916, Лондон) — британский дипломат, затем деятель ирландского национально-освободительного движения.

## Ранняя биография
Кейсмент родился недалеко от Дублина, провёл детство в Сандикове. Его отцом был Роджер Кейсмент — протестант, капитан полка лёгких драгун, а дедом — обанкротившийся коммерсант из Белфаста Хью Кейсмент, позднее переехавший в Австралию. Капитан Кейсмент участвовал в Первой англо-афганской войне (1838—1842). Матерью Кейсмента была Энн Джефсон из Дублина. Кейсмент рано остался без родителей: мать умерла, когда ему было девять, а отец — когда ему было тринадцать. Кейсмент учился в школе в Бэллимене. Он оставил школу в шестнадцать лет и занял место клерка в ливерпульской судоходной компании Elder Dempster.
В 1882 году он поступил на службу в министерство иностранных дел. Он был консулом в Мозамбике (1895—1898), Анголе (1898—1900) и Конго (1901—1904).

## Конго
В 1903 году Кейсмент, тогда британский консул в Боме, был направлен британским правительством в Свободное государство Конго, которое было личным владением бельгийского короля Леопольда II, чтобы расследовать ситуацию с правами человека на этой территории. Доклад очевидца о злоупотреблениях, известный как Доклад Кейсмента, был отправлен в 1904 году.
После публикации доклада Общество по проведению реформ в Конго, возглавляемое журналистом Эдмундом Дином Морелом, потребовало действий. Британский парламент потребовал пересмотреть решение Берлинской конференции 1884 года, согласно которому возникло Свободное государство Конго. Другие европейские государства, а также США отправили дипломатические ноты. Бельгийский парламент при инициативе лидера социалистов Эмиля Вандервельде вынудил Леопольда II создать независимую комиссию. В 1905 году комиссия подтвердила выводы Доклада Кейсмента. 15 ноября 1908 года Свободное государство Конго перестало быть личным владением Леопольда и было создано Бельгийское Конго.
В 1905 году за работу в Конго Кейсмент был награждён Орденом Святого Михаила и Святого Георгия.

## Перу
В 1906 году Кейсмент был назначен консулом в Бразилию, сначала в Пару, затем в Сантус. Наконец он стал генеральным консулом в Рио-де-Жанейро. Он присоединился к комиссии, расследовавшей преступления работорговцев Перуанской амазонской компании, главой которой был Хулио Сезар Арана. Он обнаружил в Путумайо в Перу те же нарушения, что и в Конго. Кейсмент ещё дважды был в этом регионе: в 1910 и 1911 годах. Некоторые из тех, кого Кейсмент называл убийцами, попали под суд в Перу, другие бежали. Сам Арана не был ни в чём обвинён, он сделал успешную политическую карьеру и умер в Лиме в 1952 году.
В 1911 году Кейсмент получил за деятельность по защите индейцев титул рыцаря-бакалавра.

## Ирландское революционное движение
Кейсмент ушёл со службы летом 1913 года. В ноябре того же года он участвовал в создании военной организации Ирландские добровольцы и вместе с Оуэном Макнейлом написал манифест Добровольцев. В ноябре 1914 года Кейсмент поехал в США, чтобы собрать деньги для организации. Он сумел установить отношения с ирландскими националистическими организациями США, в частности с «Клан-на-Гаэль».
В августе 1914 года, после начала Первой мировой войны Кейсмент и Джон Девуа встретились в Нью-Йорке с немецким дипломатом графом фон Бернсторфом и предложили взаимовыгодный план: если Германия продаст оружие ирландцам и предоставит офицеров, они поднимут восстание и отвлекут на себя внимание британских войск.
В октябре Кейсмент приехал в Германию через Норвегию. Он представлялся послом ирландского народа. В ноябре он вёл переговоры в Берлине с дипломатом Артуром Циммерманом и рейхсканцлером Теобальдом фон Бетманом-Гольвегом. Большую часть времени он провёл, агитируя ирландских военнопленных из лагеря в Лимбурге-на-Лане вступить добровольцами в Ирландскую бригаду. Во время войны он также участвовал в разработке планов индийского восстания против Британии (Hindu-German Conspiracy).
Работа в Германии оказалась неудачной. В апреле 1916 года Германия, которая относилась к Кейсменту скептически, но считала, что может извлечь выгоду из ирландского восстания, предоставила только часть требуемого вооружения (двадцать тысяч винтовок, десять пулемётов) и ни одного офицера.
Немецкое оружие так и не достигло Ирландии. Немецкое грузовое судно «Либау», транспортировавшее его, было перехвачено, хотя выдавало себя за норвежское судно «Aud Norge». Вся команда состояла из немцев, одетых в норвежскую форму, и даже книги были на норвежском языке. Британцы ранее перехватили немецкие сообщения из Вашингтона и знали, что готовится перевозка оружия. Команда вместе с капитаном Карлом Шпиндлером была задержана кораблём «Bluebell» в пятницу на пасхальной неделе. Немецкое судно было сопровождено в Квинтаун (ныне Ков) 22 апреля.

## Арест, суд и казнь
Кейсмент ничего не знал о Пасхальном восстании, когда план восстания разрабатывался. Ирландское республиканское братство держало его в неведении. Кейсмент мог вообще не знать, что планы разрабатывали не Добровольцы, а члены Ирландского республиканского братства.
Кейсмент поручил личные бумаги Чарльзу Карри, с которым останавливался в Диссен-ам-Аммерзее в Германии. Он покинул страну на подводной лодке вместе с Робертом Монтейтом сразу после отправки оружия. 21 апреля 1916 года, за три дня до восстания Кейсмент высадился в Ирландии, в районе Банна-Стрэнд. Больной после путешествия, он остался в Форте Маккены (ныне известен как Форт Кейсмента) у деревни Ардферт и впоследствии был арестован по обвинению в государственной измене, саботаже и шпионаже против британской короны. Кейсмент успел отправить послание в Дублин, что немецкой помощи недостаточно. Ирландские добровольцы могли помочь ему, но получили приказ от дублинского руководства ничего не предпринимать.
Кейсмент был посажен в Тауэр. В ходе широко обсуждаемого суда над Кейсментом у обвинения возникли проблемы, поскольку преступление было совершено в Германии, а средневековый Акт об измене (Treason Act) действовал только на британской земле. Тем не менее суд воспользовался более широким толкованием Акта. Апелляция после смертного приговора была неудачна. 3 августа 1916 года, в возрасте пятидесяти одного года Кейсмент был повешен в тюрьме Пентонвиль в Лондоне.
Среди многих людей, ходатайствовавших о снисхождении, были писатели Артур Конан Дойль, который познакомился с Кейсментом во время работы в Обществе по организации реформ в Конго, Уильям Батлер Йейтс и Джордж Бернард Шоу. Эдмунд Дин Морел, осуждаемый за пацифистские взгляды, не мог посетить Кейсмента в тюрьме. С другой стороны, писатель Джозеф Конрад, сын которого был на фронте, не мог простить Кейсменту предательства. Члены семейства Кейсментов пожертвовали деньги в фонд защиты, хотя некоторые члены семьи служили в армии.

## Личная жизнь
Кейсмент не был женат и в настоящее время считается доказанным фактом, что он являлся гомосексуалом. Во время его ареста огромный резонанс получили его так называемые «Черные тетради» — личные дневники, где он откровенно описывал свои гомосексуальные любовные приключения. Отношение к гомосексуальности было в то время равно враждебно в Англии и Ирландии, и этот документ сильно подорвал репутацию Кейсмента на родине. Позже некоторые исследователи высказывали мнение, что дневники являлись фальшивкой, созданной британской разведкой, другие настаивали на их аутентичности. В 2002 году тщательная судебная экспертиза показала, что дневники действительно были написаны Кейсментом.

## Похороны
Тело Кейсмента было захоронено на тюремном кладбище Пентонвиля. В 1965 году останки были перевезены в Ирландию и со всеми военными почестями захоронены на кладбище Гласневин в Дублине. Президент Ирландии Имон де Валера игнорировал советы своих докторов и посетил церемонию, где присутствовало 30 тысяч человек.

## Кейсмент в искусстве
- В анонимной песне ирландских мятежников «Lonely Banna Strand» рассказывается о роли Кейсмента в восстании, об его аресте и казни.
- Кейсмент стал прототипом лорда Джона Рокстона — персонажа романа Артура Конана Дойля «Затерянный мир» (1912).
- Кейсмент появляется в романе Пьера Бенуа «Дорога гигантов» (1922), где предстаёт как благородный мученик.
- Уильям Батлер Йейтс написал стихотворение, требуя возвращения останков Кейсмента на родину. Брендан Биэн упоминает это стихотворение в автобиографической книге «Borstal Boy» (1958).
- Кейсмент — персонаж пьесы «Prisoner of the Crown» Ричарда Херда и Ричарда Стоктона, премьера которой состоялась 15 февраля 1972 года в Дублине.
- В 1973 году на радио Би-би-си прозвучала постановка пьесы Дэвида Радкина о Кейсменте «Cries from Casement as His Bones are Brought to Dublin».
- В ноябре 2010 года вышла в свет художественная биография Роджера Kейсмента, написанная Нобелевским лауреатом Марио Варгасом Льосой — «Сон кельта» («El sueño del celta»). В русском переводе книга вышла в январе 2012 года в издательстве «Иностранка».

## Книги Кейсмента
- 1910. Roger Casement’s diaries: 1910. The Black and the White. Sawyer, Roger, ed. London: Pimlico. ISBN 0-7126-7375-X
- 1911. The Amazon Journal of Roger Casement. Mitchell, Angus, ed. Anaconda Editions.
- 1914. The Crime against Ireland, and how the War may right it. Berlin: no publisher.
- 1914. Ireland, Germany and freedom of the seas: a possible outcome of the War of 1914. New York & Philadelphia: The Irish Press Bureau. Reprinted 2005: ISBN 1-4219-4433-2
- 1915. The Crime against Europe. The causes of the War and the foundations of Peace. Berlin: The Continental Times.
- 1916. Gesammelte Schriften. Irland, Deutschland und die Freiheit der Meere und andere Aufsätze. Diessen vor München: Joseph Huber Verlag. Second expanded edition, 1917.
- 1918. Some Poems. London: The Talbot Press/T. Fisher Unwin.